# Alí ibn Hàtim al-Hamidí
Alí ibn Hàtim al-Hamidí (? - Sanaa, 1209) fou el quart daï mútlaq ismaïlita tayyibita del Iemen, fill de Hàtim ibn Ibrahim ibn al-Hussayn, a qui va succeir en morir el 7 de novembre de 1199.
Perdut el suport dels yaburites de Haraz, sotmesos als aiubites del Iemen, es va establir a Sanaa i els aiubites van tolerar la seva activitat propagandista que no va poder arrelar. Va morir a Sanaa el 31 de maig de 1209.